# Tropidodipsas fischeri
Espèce
Synonymes
- Virginia fasciata Fischer, 1885
- Tropidoclonium annulatum Bocourt, 1892
- Tropidodipsas kidderi Stuart, 1942

Statut de conservation UICN

 LC  : Préoccupation mineure
Tropidodipsas fischeri  est une espèce de serpents de la famille des Dipsadidae.

## Répartition
Cette espèce se rencontre :
- dans le sud-ouest du Guatemala ;
- au Honduras ;
- au Mexique dans l'État d'Oaxaca ;
- au Salvador.

## Description
L'holotype de Tropidodipsas fischeri, un mâle, mesure 540 mm dont 110 mm pour la queue.

## Étymologie
Cette espèce est nommée en l'honneur de Johann Gustav Fischer.

## Publications originales
- Boulenger, 1894 : Catalogue of the Snakes in the British Museum (Natural History). Volume II., Containing the Conclusion of the Colubridæ Aglyphæ, p. 1-382 (texte intégral).
- Fischer, 1885 : Ichthyologische und herpetologische Bemerkungen. V. Herpetologische Bemerkungen. Jahrbuch der Hamburgischen Wissenschaftlichen Anstalten, vol. 2, p. 82-121 (texte intégral).